# Chthonius pancici
Chthonius pancici är en spindeldjursart som beskrevs av Bozidar P.M. Curcic 1972. Chthonius pancici ingår i släktet Chthonius och familjen käkklokrypare. Inga underarter finns listade i Catalogue of Life.